# (C9)-CP 47,497
(C9)-CP 47,497（化学名：2-[(1S,3R)-3-羟基环己基]-5-(1,1-二甲基壬基)苯酚，2-[(1S,3R)-3-hydroxycyclohexyl]-5-(1,1-dimethylnonyl)phenol）是一种有机化合物，分子式C23H38O2，属于人工合成的大麻素，与CP 47,497是同系物。